# Pierre François Gabriel Ronzier
Pierre François Gabriel Ronzier, né le 9 juin 1764 à Valenciennes (Nord), mort le 19 mars 1814 à Fismes (Marne), est un général français de la Révolution et de l’Empire.

## Biographie
Il entre au service le 20 avril 1784 dans le régiment Royal-Suédois et obtient son congé le 16 septembre 1789. 
Il reprend du service comme caporal au service des États de Belgique le 1er octobre 1789, sert au sein des insurgés belges et devient sergent le 15 octobre, puis sous-lieutenant le 28 octobre et lieutenant le 5 décembre 1789. Promu capitaine au 10e régiment belge le 13 mai 1790, il passe comme lieutenant-colonel au 2e régiment belge le 28 décembre 1792 et fait les campagnes de cette année à l’an III dans l’armée du Nord, où il est versé avec son unité dans le 2e bataillon de tirailleurs belges le 4 pluviôse an II (23 janvier 1794). De l’an III à l’an VII il est dans l’armée de l’Ouest, où son bataillon est incorporé dans la 13e demi-brigade d’infanterie légère. 
Pendant les an VIII et an IX il passe dans l’armée d’Italie, il est affecté pendant les an X et an XI dans la garnison de Casal et il est promu, le 30 frimaire an XII (22 décembre 1803), major du 27e régiment d’infanterie légère avec lequel il sert pendant les an XII et an XIII dans l’armée du Hanovre. Devenu membre de la Légion d’honneur le 4 germinal suivant (25 mars 1804), il fait avec la Grande Armée la campagne de l’an XIV en Autriche puis sert dans les Flandres jusqu’en 1809. Nommé colonel-en-second et placé au commandement de la 8e demi-brigade provisoire le 21 mars 1809, il fait avec ce corps la campagne de 1809 en Autriche et il est élevé au rang de chevalier de l’Empire le 15 août 1809.
Nommé colonel du 95e régiment d’infanterie de ligne le 19 juillet 1810, il entre la même année en Espagne, où il sert jusqu’en 1813 et il devient officier de la Légion d’honneur le 23 janvier 1811 et commandeur de l'ordre le 25 novembre 1813. Promu général de brigade le 31 janvier 1814, il rejoint la Grande Armée comme commandant de la 1re brigade de la 9e division d’infanterie du 7e corps le 23 février 1814 et fait la campagne de cette année en France où il est blessé à bataille de Craonne le 7 mars 1814 et meurt quelques jours plus tard lors de son amputation.